# Anthony Giddens
Anthony Giddens (ur. 18 stycznia 1938 w Edmonton pod Londynem) – brytyjski socjolog.

## Życie i działalność
Wykładowca na uniwersytetach w Cambridge i Londynie. Do 2003 r. rektor London School of Economics and Political Science, autor programu Nowej Partii Pracy Tony'ego Blaira. Od czerwca 2004 dożywotni par, zasiada w Izbie Lordów jako Baron Giddens. W 2015 został doktorem honoris causa Uniwersytetu Jagiellońskiego. 

## Poglądy i koncepcje
Jest twórcą teorii strukturacji.
Zdaniem Giddensa społeczeństwo na przełomie stuleci wkracza w fazę tzw. późnej nowoczesności, której główne cechy to:
- zaufanie do bardzo skomplikowanych systemów technicznych i organizacyjnych,
- nowe wymiary ryzyka, związane ze zmianami cywilizacyjnymi i technicznymi,
- nieprzejrzystość, niepewność i chaotyczność życia społecznego,
- postępująca globalizacja ekonomiczna, polityczna i kulturowa.

Anthony Giddens należy do najczęściej cytowanych współczesnych przedstawicieli nauk społecznych.

## Ważniejsze publikacje
- New Rules of Sociological Method: a Positive Critique of interpretative Sociologies (1976)
- The Constitution of Society (1984)
- The Consequences of Modernity (1990)
- Modernity and Self-Identity (1991)
- The Third Way. The Renewal of Social Democracy (1998)
- Modernity and Self-Identity Self and Society in the Late Modern Age (2010)

## Tłumaczenia na język polski
- Nowe zasady metody socjologicznej, tłum. Grażyna Woroniecka, Kraków 2001, Wyd. Nomos, s. 235, ISBN 83-88508-14-8 (New Rules of Sociological Method: a Positive Critique of interpretative Sociologies 1976)
- Socjologia Kluczowe idee. Zwięzłe, lecz krytyczne wprowadzenie, Poznań 1998, Wyd. Zysk i S-ka, s. 182, ISBN 83-7150-457-8 (Sociology: a Brief but Critical Introduction 1982)
- Stanowienie społeczeństwa. Zarys teorii strukturacji, tłum. Stefan Amsterdamski, Poznań 2003, Wyd. Zysk i S-ka, s. 439, ISBN 83-7150-703-8 (The Constitution of Society 1984)
- Konsekwencje nowoczesności, Kraków 2008, Wydawnictwo Uniwersytetu Jagiellońskiego, s. 128, ISBN 978-83-233-2544-4 (The Consequences of Modernity 1990)
- Nowoczesność i tożsamość. „Ja” i społeczeństwo w epoce późnej nowoczesności, Warszawa 2001, PWN, ISBN 978-83-01-14691-7 (Modernity and Self-Identity. Self and Society in the Late Modern Age 1991)
- Przemiany intymności. Seksualność, miłość i erotyzm we współczesnych społeczeństwach, Warszawa 2007, Wydawnictwo Naukowe PWN, s. 248, ISBN 83-01-14943-4 (The Transformation of Intimacy: Sexuality, Love and Eroticism in Modern Societies 1992)
- (z Ulrichem Beckiem, Scottem Lashem) Modernizacja refleksyjna. Polityka, tradycja i estetyka w porządku społecznym nowoczesności, tłum. Konieczny Jacek, Warszawa 2009, Wydawnictwo Naukowe PWN, s. 288, ISBN 978-83-01-15825-5 (Reflexive Modernization. Politics, Tradition and Aesthetics in the Modern Social Order 1994)
- Poza Lewicą i Prawicą. Przyszłość polityki radykalnej, Poznań 2001, Wyd. Zysk i S-ka, s. 287, ISBN 83-7150-850-6 (Beyond Left and Right — the Future of Radical Politics 1994)
- Trzecia droga. Odnowa socjaldemokracji, Warszawa 1999, Książka i Wiedza, ISBN 83-05-13106-8 (The Third Way. The Renewal of Social Democracy 1998)
- Socjologia, Warszawa 2004, 2005, 2006, 2008, Wyd. PWN, s. 768, ISBN 83-01-14408-4 (Sociology 2001)
- Europa w epoce globalnej, Warszawa 2009, Wydawnictwo Naukowe PWN, s. 280, ISBN 978-83-01-15813-2 (Europe In The Global Age 2007)
- Klimatyczna katastrofa, Warszawa 2010, Prószyński i S-ka, ISBN 978-83-7648-470-9 (The politics of climate change 2009)